# Chutes de Shoshone
Pour les articles homonymes, voir Shoshone (homonymie).
Les chutes de Shoshone, aussi appelées Niagara de l'Ouest, en anglais Shoshone Falls et Niagara of the West, sont des chutes d'eau des États-Unis situées dans l'Idaho, sur la Snake. Avec une hauteur totale de presque 65 mètres, elles dépassent d'environ 11 mètres les chutes du Niagara situées dans l'Est du pays.

## Caractéristiques

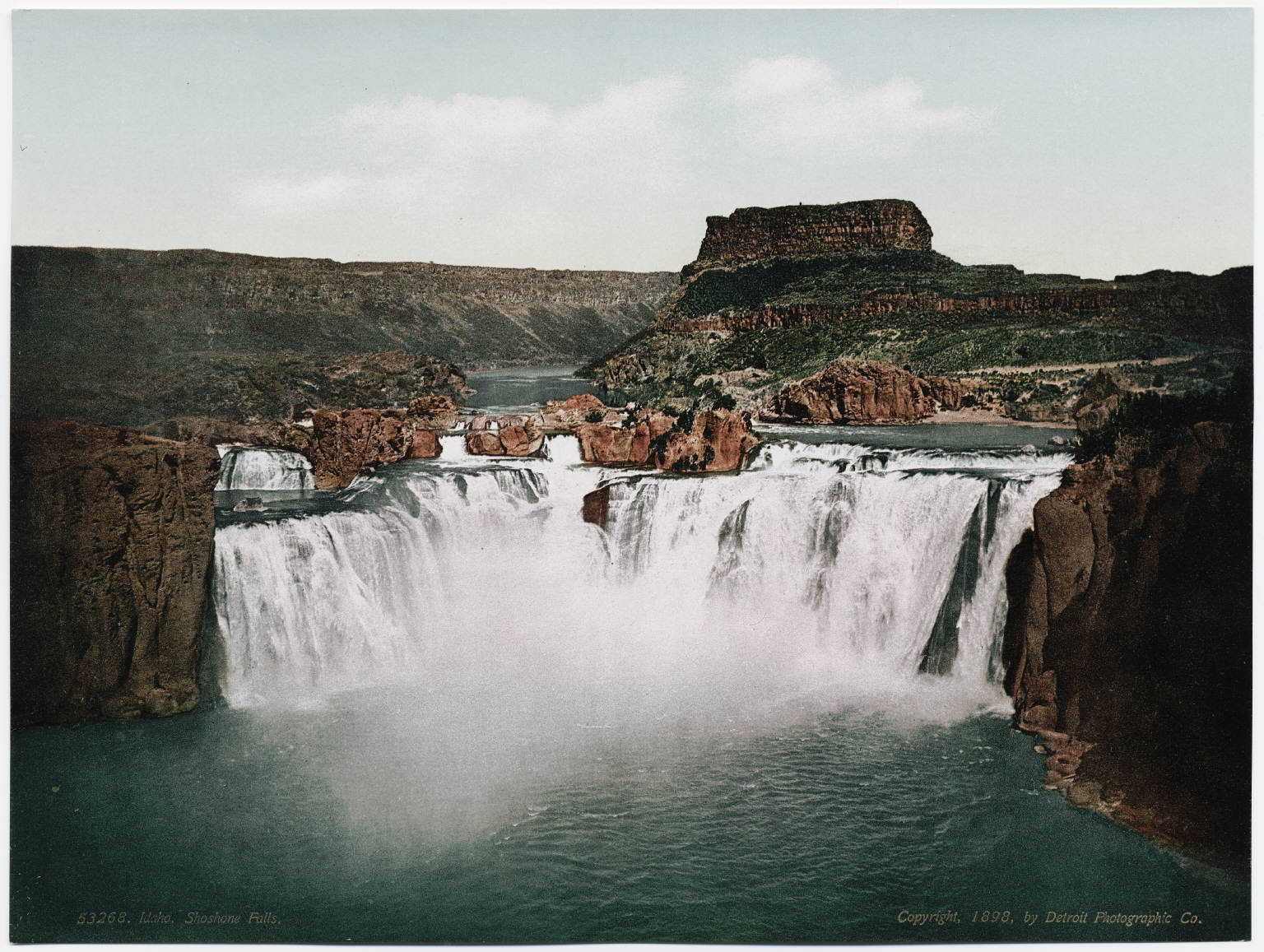
Photochrome des chutes de Shoshone vers 1898.

Les chutes de Shoshone sont situées dans l'Ouest des États-Unis, dans le Sud de l'État de l'Idaho, à environ huit kilomètres au nord-ouest de la ville de Twin Falls. Elles se trouvent dans les comtés de Jerome pour la partie Nord et de Twin Falls pour la partie Sud, la Snake marquant la frontière entre ces deux comtés dans le secteur.
Interrompant le cours de la Snake, les chutes de Shoshone ont une hauteur totale de 64,7 mètres soit 10,97 mètres de plus que les chutes du Niagara d'où leur deuxième nom de « Niagara de l'Ouest ». Le sommet des chutes se trouve à 992 mètres d'altitude et elles mesurent 274 mètres de largeur. Le débit le plus important des chutes se produit au printemps avec la fonte des neiges dans les montagnes Rocheuses. Une partie de l'eau est dérivée pour l'irrigation en été ce qui entraîne une baisse importante du débit de la Snake et donc celui des chutes.
Les chutes de Shoshone se sont formées il y a 2 000 à 4 000 ans, interrompant la circulation des poissons migrateurs peuplant la rivière. Ainsi, elles marquent la limite supérieure de la Snake pour les esturgeons, les saumons, les truites fardées de Yellowstone et les truites arc-en-ciel qui ne peuvent la franchir. En raison de cette barrière écologique, le World Wide Fund for Nature distingue les écorégions de Upper Snake et de Columbia Unglaciated de part et d'autre des chutes.